# Sabinià Magne
Sabinià Magne (en grec: Σαβινιανός ό Μέγας; m. 481) va ser un general de l'Imperi Romà d'Orient, que va lluitar en la rebel·lió de Teodoric Estrabó contra l'emperador Zenó.

## Biografia
Gran part de la biografia de Sabinià Magne es coneix a través de la Crònica del comes Marcel·lí, que en presenta una visió favorable. Al igual que Marcel·lí, va ser un dels il·liris que formaven part de l'administració i l'exèrcit imperials al segle V. La postura de Marcel·lí envers Sabinià s'ha descrit com un reflex d'un "clar biaix il·liri". És possible que Marcel·lí tingués una opinió positiva de Sabinià a causa d'una relació personal o familiar. La seva postura també pot reflectir l'opinió de la comunitat il·líria de veterans i refugiats a la capital imperial.
El 479, a Edessa, va rebre els codicils amb el seu nomenament al rang de Magister militum per Illyricum de mans del patrici Adamanci, succeint a Onulf.
En aquell moment, l'emperador oriental Zenó havia de fer front a la revolta del seu antic general, el cap ostrogot Teodoric Estrabó, que no va reconèixer la successió de Zenó el 474. Sabinià va obstaculitzar les negociacions entre Teodoric i Adamanci, negant-se a jurar que els ostatges intercanviats estarien fora de perill, oficialment per motius religiosos, però en realitat perquè s'oposava a la política de reconciliació amb els gots. De fet, a mesura que avançaven les negociacions, va decidir atacar els gots movent-se amb el seu exèrcit a la esquena de l'enemic. Va aconseguir matar-ne molts i capturar gran part dels seus bagatges. Un cop va tornar a Lychnidus va suggerir amb èxit a l'emperador, amb el suport del prefecte del pretori d'Il·líria Joan, que rebutgés la treva signada amb Teodoric i que continués lluitant contra ell.
La presència de Sabinià a Il·líria juntament amb el cabdill got Gentó va impedir que Teodoric saquegés aquell territori (479), però més tard va perdre el favor de la cort i l'emperador Zenó el va executar.
Sabinià era el pare de Sabinià, que va ocupar el prestigiós càrrec de cònsol l'any 505. L'historiador del segle VI Marcel·lí afirma que va ser un comandant sever, però un veritable defensor de l'estat romà. L'entrada sobre ell acaba amb la descripció que Sabinià Magne va morir "abans de poder portar nova ajuda a l'imperi esgotat".